# Anthropologie physique
L'anthropologie physique, ou anthropobiologie, ou anthropologie biologique est la science qui étudie les groupes humains du point de vue physique et biologique. Elle recoupe ainsi des champs tels que la paléobiologie, l'évolution des homininés, l'ostéologie, conjointement à l'archéologie et l'ethnologie.
En France, le terme « anthropologie » a longtemps désigné l'anthropologie physique, qui n'est plus à présent qu'une de ses nombreuses disciplines.
L'anthropologie physique étudie la diversité de la morphologie et de la physiologie des groupes humains, ainsi que les bases biologiques du comportement des humains, notamment par comparaison avec les proches parents de l'espèce humaine : les grands singes asiatiques et africains (primatologie).
Ces études, complétées par celles d'Hominidés fossiles, ainsi que par les avancées récentes de la génétique des populations, aident à comprendre le processus évolutif qui a conduit à l’Homo sapiens et à la diversité génétique de l'humanité.

## Branches
L'anthropologie biologique est divisée en plusieurs branches, ayant en commun l'étude de l'évolution de la morphologie et du comportement humain :
- la paléoanthropologie : branche de l'anthropologie physique ou de la paléontologie qui étudie l'évolution humaine ;
- la biologie humaine ;
- la primatologie ;
- la bioarchéologie(en) : branche de l'anthropologie biologique et de l'archéologie étudiant les anciennes cultures et civilisations à travers les restes humains exhumés lors des fouilles ;
- la paléopathologie : branche spécialisée dans l'étude des maladies et des évolutions dégénératives observées chez les populations du passé ;
- la psychologie évolutionniste.